# Messe Berlin
La Messegelände (recinte firal en alemany), també conegut com Messe Berlin, és un centre d'exposicions destinat per a la celebració de fires de diversos tipus situat en el districte de Charlottenburg-Wilmersdorf, a Berlín, capital d'Alemanya. Des de 2011 se'l coneix internacionalment com Berlin ExpoCenter City, operada per la companyia Messe Berlin GmbH. Dins de les dependències també se situa la Torre de ràdio de Berlín.

## Història
A partir de 1924, el lloc va ser la seu anual de la "Große Deutsche Funkausstellung" (Gran Exposició Alemanya de Ràdio), en el marc del qual es va erigir la torre de ràdio de Berlín en 1926. El gran pavelló d'exposicions de fusta, que també contenia equips de transmissió per a la torre de radi, es va cremar en 1935. Això va fer possible redissenyar l'àrea.
Les instal·lacions successores van ser construïdes entre 1936 i 1937, comptant amb 26 pavellons que abasten 160 mil metres quadrats, la qual cosa el converteix en un dels més grans del país i d'Europa Central. Els salons estan connectats a través d'un pont amb l' Internationales Congress Centrum Berlin (ICC Berlin). En el sector sud se situa el CityCube Berlin, un centre de conferències i exposicions inaugurat en 2014 construït sobre el terreny on es trobava anteriorment el Deutschlandhalle. Al principi, se li va pensar dotar amb la seva pròpia estació del Metro de Berlín (U-Bahn Berlin Messe), no obstant això, l'obra va ser paralitzada i modificada per a ser conservada com un pas subterrani a l'establiment.
L'estil arquitectònic de l'edifici principal, va ser inspirat entre el neoclassicisme i el art déco propi d'algunes edificacions construïdes seguint el model de l'arquitectura de l'Alemanya nazi.
El recinte és un important centre per a la presentació de fira de mostres a nivell nacional i internacional, com ara la Setmana Verda Internacional de Berlín, la Internationale Funkausstellung Berlin, InnoTrans, ITB Berlin i la Venus Berlin, on es lliurava el Venus Award.